# Криуша (приток Боровки)
Криуша — река в России, протекает в Арбажском районе Кировской области. Устье реки находится в 0,3 км по правому берегу реки Боровка. Длина реки составляет 14 км.
Исток реки находится в урочище Чикишонки в 19 км к северо-востоку от посёлка Арбаж. Течёт на север, протекает село Кормино (центр Корминского сельского поселения) и деревни Ляпши, Журавли, Чугичи, Костичи, Крысаны, Криуша. Криуша считается притоком Боровки, однако реально впадает в ту же боковую старицу Вятки, что и Боровка.

## Данные водного реестра
По данным государственного водного реестра России относится к Камскому бассейновому округу, водохозяйственный участок реки — Вятка от города Котельнич до водомерного поста посёлка городского типа Аркуль, речной подбассейн реки — Вятка. Речной бассейн реки — Кама.
Код объекта в государственном водном реестре — 10010300412111100036191.